# Electrophorus varii
Electrophorus varii – gatunek ryby z rodzaju Electrophorus, zasiedlający rzeki Niziny Amazońskiej. Gatunek opisany w 2019 r. na podstawie analiz genetycznych i morfologicznych poprzez wydzielenie z gatunku Electrophorus electricus, od którego oddzielił się ok. 7,1 mln lat temu. 